# Issaka Daborg
Issaka Daborg, född 1940 i Dingazi i Niger, död 25 december 2021 i Niamey i Nigeria var en nigerisk boxare som tog OS-brons i lätt welterviktsboxning 1972 i München. Han deltog även i boxningstävlingarna vid olympiska sommarspelen 1964 och 1968.